# Collection Tyrrell
Pour les articles homonymes, voir Tyrrell.
La Collection Tyrrell (the Tyrrell Collection) est une des collections du Powerhouse Museum de Sydney, Australie.
Elle est composée d'un ensemble de photographies (près de 8 000 plaques de verre) datant de la fin du XIXe et du début du XXe siècle, et constitue une source documentaire importante des modes de vie urbain et rural de cette époque.
Les clichés proviennent essentiellement de deux studios photographiques de Sydney (studios de Charles Kerry 1857-1928 et Henry King 1855-1923). Cette collection a été rassemblée en 1929 par James R. Tyrrell, un libraire de Sydney, en vue de créer un musée ethnographique.
Bien que le projet ne vît jamais le jour, James R. Tyrrell conserva la collection et la vendit dans les années 1980 au groupe de presse Australian Consolidated Press qui en fit don au Powerhouse Museum en 1985.